# 934

## Nașteri
- dată necunoscută: Adalbert I de Vermandois  (d. 987)

## Decese
- Ahmed ibn Sahl al-Balkhi, savant islamic persan (n. 850)